# Paolo Massimo Antici
Paolo Massimo Antici (* 10. Februar 1924 in Montegiorgio; † 17. August 2003) war ein italienischer Diplomat.

## Leben
Antici studierte Rechtswissenschaft an der Universität La Sapienza. Nach seinem Abschluss summa cum laude im Februar 1948 bestand er den Einstellungstest für den Justizdienst und begann im Februar 1950 als Richter in Mailand. Anschließend absolvierte Antici auch den Test für den diplomatischen Dienst und trat im März 1951 in den auswärtigen Dienst ein.
Zu seinen Auslandsposten gehörten Budapest (1954–57); Tripolis (1957–61); Luxemburg (1961–63) und Den Haag (1966–67).
Von 1964 bis 1966 diente er in der Wirtschaftsabteilung des italienischen Außenministeriums, wo er für die Europäische Wirtschaftsgemeinschaft zuständig war.
Von 1967 bis 1970 war er als Assistent des EWG-Kommissars Edoardo Martino in Brüssel. Anschließend war Antici tätig für die Ständige Vertretung Italiens bei der EEC, zuletzt als deren Gesandter. In dieser Zeit organisierte er die nach ihm benannte Antici-Gruppe, als Italien die Ratspräsidentschaft innehatte.
Von 1978 bis 1983 war Antici im Außenministerium stv. Leiter für internationale Kulturbeziehungen. 1983 wurde er zum Botschafter ernannt, um bis 1989 als Ständiger Vertreter Italiens beim Europarat in Straßburg zu dienen.